# Викторова, Евгения Александровна
Евгения Александровна Викторова (21 августа 1922, Ковров — 26 августа 2006, Москва) — учёный-химик, доктор химических наук (1965), профессор кафедры химии нефти и органического катализа Химического факультета Московского Государственного Университета им. М. В. Ломоносова, заслуженный профессор Московского университета. 

## Биография
Родилась 21 августа 1922 года в городе Ковров Владимирской области.
В 1940 году окончила среднюю школу.
В 1940 Поступила на Химический факультет МГУ. В 1946 году окончила Химический факультет МГУ с дипломом с отличием. В 1941—1944 гг. совмещала учёбу с работой на военном заводе (Государственный Союзный завод № 632).
В 1946—1949 училась в аспирантуре Химического факультета МГУ на кафедре органической химии. В 1949 закончила аспирантуру МГУ и 5 октября 1949 года защитила кандидатскую диссертацию на тему «Синтез и контактная изомеризация ацетиленовых углеводородов».
С 1949 по 1953 год работала старшим научным сотрудником в НИИ химической промышленности. С 1953 года стала доцентом кафедры химии нефти и органического катализа.
В 1965 году защитила докторскую диссертацию на тему «Бифункциональные соединения в реакциях каталитического алкилирования крезолов».
С 1968 года — профессор кафедры химии нефти и органического катализа, в 1967—1987 годах заведовала лабораторией нефтехимического синтеза.
Читала спецкурсы для студентов 4 и 5 курсов: «Нефтехимический синтез» и «Альтернативное сырьё для нефтехимического синтеза», вела методическую работу на кафедре и является автором учебных программ и методических пособий.
Вела большую научно-исследовательскую работу, отраженную более чем в 380 публикациях и более 30 авторских свидетельствах. Под её руководством защищено более 40 кандидатских диссертаций и более 100 дипломных работ. В 1989 году в соавторстве ею выпущена монография «Молекулярные перегруппировки сераорганических соединений». Автор научно-популярных и просветительских работ в области нефтехими. 
Вела большую общественную работу, являясь членом нескольких ученых советов и членом редакций «Нефтехимии» и Вестника МГУ.
Скончалась 26 августа 2006 года.

## Награды
- Заслуженный профессор МГУ (1999 год).